# Wilcote
Wilcote is een plaats en civil parish in het bestuurlijke gebied West Oxfordshire, in het Engelse graafschap Oxfordshire.